# Kenneth Grant
Kenneth Grant  (23 de mayo de 1924 – 15 de enero de 2011) fue un ocultista británico, creador de la corriente mágica/ esotérica de nombre "Tifoniana".
Grant conoció en 1944 a Aleister Crowley y fue iniciado en la "Ordo Templi Orientis" y dos años después en la Orden de la "doble A" popularmente conocida como "Astrum Argentum" (A.'.A.'.)
En abril de 1955 Grant funda la logia "New Isis" y anuncia haber descubierto una nueva corriente mágica que llamó "corriente de "Sirius/Set".
Ha sido la máxima autoridad de la "Typhonian Ordo Templi Orientis". 

## Algunas obras
Typhonian Trilogies
- The Magical Revival ISBN 0-87728-217-X
- Aleister Crowley and the Hidden God ISBN 0-87728-250-1
- Cults of the Shadow ISBN 978-1-871438-67-3
- Nightside of Eden ISBN 1-871438-72-1
- Outside the Circles of Time ASIN B000I0VWPY
- Hecate's Fountain ISBN 978-1-871438-96-3
- Outer Gateways ISBN 1-871438-12-8
- Beyond the Mauve Zone ISBN 978-1-871438-87-1
- The Ninth Arch ASIN B000RBGZVK